# Melanotan II
Melanotan II je sintetički analog prirodnog melanokortinskog peptidnog hormona alfa-melanocite stimulišući hormon (α-MSH) za koji je pokazano da ima melanogenezne (potamnjivanje kože) i afrodizijske efekte u preliminarnim studijama i kliničkim ispitivanjima. On je ciklični laktamski analog α-MSH sa aminokeselinskom sekvencom Ac-Nle-ciklo. Melanotanin II je razvijen na univerzitetu Arizone.

## Klinička ispitivanja
Pilotna klinička ispitivanja faze I su sprovedena na tri muškarca u Medicinskoj školi, departmana za farmakologiju, univerziteta Arizone u Tusonu, i objavljena 1996. Ustanovljeno je da melanotan II uzrokuje potamnjivanje kože ljudi nakon 5 niskih doza svakog drugog dana putem supkutane injekcije. Nuspojave su blaga mučnina i „istezanje i zevanje“ koji su u korelaciji sa spontanom erekcijama penisa.
Departman za farmakologiju medicinske škole univerziteta Arizone je objavio 1998 studiju u kojoj su učestvovala dva muškarca sa psihogenom impotencijom. Zaključak izveden iz ovog ispitivanja je da je melanotan-II potentan inicijator erekcija kod muškaraca sa psihogenom impotencijom sa podnošljivim nuspojavama u dozama 0.025 mg/kg.

## Literatura
1. ↑   уреди
2. ↑  Evan E. Bolton; Yanli Wang; Paul A. Thiessen; Stephen H. Bryant (2008). „Chapter 12 PubChem: Integrated Platform of Small Molecules and Biological Activities”. Annual Reports in Computational Chemistry. 4: 217—241. doi:10.1016/S1574-1400(08)00012-1.
3. ↑  Hadley ME (2005). „Discovery that a melanocortin regulates sexual functions in male and female humans”. Peptides. 26 (10): 1687—9. PMID 15996790. doi:10.1016/j.peptides.2005.01.023.
4. ↑  „Tanning drug may find new life as Viagra alternative”. CNN. 1999. Приступљено 12. 6. 2008.
5. ↑  Jaroff, Leon (20. 6. 1999). „Tanning Bonus”. Time (magazine). Архивирано из оригинала 25. 07. 2008. г. Приступљено 17. 9. 2008.
6. ↑  Dorr RT; Lines R; Levine N;  . (1996). „Evaluation of melanotan-II, a superpotent cyclic melanotropic peptide in a pilot phase-I clinical study”. Life Sci. 58 (20): 1777—84. PMID 8637402. doi:10.1016/0024-3205(96)00160-9.
7. ↑  Wessells H; Fuciarelli K; Hansen J;  . (1998). „Synthetic melanotropic peptide initiates erections in men with psychogenic erectile dysfunction: double-blind, placebo controlled crossover study”. J Urol. 160 (2): 389—93. PMID 9679884. doi:10.1016/S0022-5347(01)62903-3.

## Spoljašnje veze
- rac-Melanotan II

|  | Molimo Vas, obratite pažnju na važno upozorenje u vezi sa temama iz oblasti medicine (zdravlja). |